# Летняя жара
«Летняя жара» (таг. Kaleldo) — филиппинская драма 2006 года режиссёра Брильянте Мендосы.

## Сюжет
Действие фильма происходит в провинции Пампанга на Филиппинах и рассказывает о жизни сурового отца и трёх дочерей. Младшая дочь, Грейс, вышла замуж и вынуждена уехать из родного дома, к которому она очень привязана. Дань традиций заставляет её жить в доме мужа, хотя ей очень нелегко выносить разлуку с близкими. Средняя дочь, Лурдес, замужем за слабовольным Энди. Она заводит роман со своим начальником, банковским менеджером. Это, с одной стороны, позволяет ей добиться выдачи кредита для отца, но с другой стороны, при открытии, вызывает у отца сердечный приступ. Молчаливый муж поначалу терпит измену жены, но затем срывается. Старшая дочь, Джесс, лесбиянка. Она живёт вместе с отцом и ухаживает за ним после болезни. В дом она приводит свою подругу, Ровену, не столько для того, чтобы жить вместе, а чтобы вместе ухаживать за отцом и вести хозяйство. После конфликта Ровены с Лурдес Джесс просит подругу уйти из дома. До самой смерти отца Джесс остаётся с ним.

## Актёрский состав
| В ролях          |  | Персонаж  |
| ---------------- |  | --------- |
| Джонни Дельгадо  |  | Манг Руди |
| Черри Пай Пикаче |  | Джесс     |
| Эйнджел Аквино   |  | Лурдес    |
| Джулиана Палермо |  | Грейс     |
| Гризельда Волкс  |  | Ровена    |

## Награды
Фильм получил следующие награды:
| Награды                            | Награды | Награды        | Награды   | Награды           |
| ---------------------------------- | ------- | -------------- | --------- | ----------------- |
| Фестиваль / Премия                 | Год     | Награда        | Категория | Победитель        |
| Durban International Film Festival | 2007    | Лучшая актриса |           | Черри Пай Пикаче  |
| Jeonju Film Festival               | 2007    | Netpac Award   |           | Брильянте Мендоса |